# Brachypteryx
Brachypteryx – rodzaj ptaków z podrodziny kląskawek (Saxicolinae) w obrębie rodziny muchołówkowatych (Muscicapidae).

## Zasięg występowania
Rodzaj obejmuje gatunki występujące w Azji.

## Morfologia
Długość ciała 12–14 cm; masa ciała 12,5–27,5 g.

## Systematyka
Rodzaj zdefiniował w 1821 roku amerykański lekarz i przyrodnik Thomas Horsfield w artykule poświęconym systematyce i opisowi jawajskich ptaków, opublikowanym w czasopiśmie „Transactions of the Linnean Society of London”. Horsfield wymienił dwa gatunki – Brachypteryx montana Horsfield, 1821 i Brachypteryx sepiaria Horsfield, 1821 – z których gatunkiem typowym jest (późniejsze oznaczenie) Brachypteryx montana Horsfield, 1821 (kusochwostka górska).

### Etymologia
Brachypteryx: gr. βραχυς brakhus ‘krótki’; πτερυξ pterux, πτερυγος pterugos ‘skrzydło’ (por. βραχυπτερος brakhupteros ‘krótkoskrzydły’, do βραχυς brakhus ‘krótki’; πτερον pteron ‘skrzydło’).

### Podział systematyczny
Do rodzaju należą następujące gatunki:
- Brachypteryx cruralis (Blyth, 1843) – kusochwostka białobrewa
- Brachypteryx sinensis Rickett, 1897 – kusochwostka chińska
- Brachypteryx goodfellowi Ogilvie-Grant, 1912 – kusochwostka brązowa
- Brachypteryx hyperythra Blyth, 1861 – kusochwostka rudobrzucha
- Brachypteryx saturata Salvadori, 1879 – kusochwostka sumatrzańska
- Brachypteryx montana Horsfield, 1821 – kusochwostka górska
- Brachypteryx floris E. Hartert, 1897 – kusochwostka białogardła
- Brachypteryx poliogyna Ogilvie-Grant, 1895 – kusochwostka filipińska
- Brachypteryx erythrogyna Sharpe, 1888 – kusochwostka rdzawolica
- Brachypteryx leucophris (Temminck, 1828) – kusochwostka mała